# Taguatinga (District fédéral)
Taguatinga est une région administrative du District fédéral au Brésil.
Aujourd'hui Taguatinga est considérée comme la capitale économique du District fédéral.

## Personnalités
- Joaquim Cruz (1963-), athlète spécialiste du demi-fond, champion olympique sur 800 m en 1984.
- Endrick Felipe Moreira De Sousa (2006-), footballeur international brésilien.